# Commissario Sensi
Ermanno Sensi è un personaggio immaginario della letteratura italiana, creato dalla scrittrice e psicologa Susanna Raule. È un commissario di polizia, protagonista di alcuni racconti e romanzi gialli ambientati a La Spezia.

## Biografia
Ermanno Sensi è originario di Gorizia. Nel suo passato c’è un diploma di laurea in Scienze Politiche all'Università La Sapienza di Roma e un concorso da commissario di polizia, conseguiti entrambi con il massimo dei voti. Nel suo primo incarico per tre anni a Torino si è infiltrato nel mondo delle sette sataniche, dove ha contribuito all'arresto dei Figli dell'Anticristo. Era riuscito a interrompere una importante cerimonia satanica durante la quale doveva essere uccisa una ragazzina, già pronta, legata a una sorta di altare. Il poliziotto si era beccato una coltellata a una gamba che l'aveva quasi ucciso.
Il risultato fu una lunga degenza, una medaglia conferita dal Presidente della Repubblica e, questo non lo sapeva nessuno, ritrovarsi ad avere il diavolo Astarotte prigioniero nel suo corpo, che cercava in ogni modo di emergere e di fargli fare cose innominabili
Rientrato in servizio ufficiale è stato assegnato alla Squadra Mobile di La spezia dove, prima della sua prima apparizione in "L'ombra del Commissario Sensi", ha raggiunto l'onore delle cronache catturando un serial Killer.

## Il personaggio
Sensi è decisamente lontano dalla tipica caratterizzazione del poliziotto. Porta i capelli lunghi e veste in stile goth con pantaloni in pelle, anfibi e maglioni rigorosamente neri. Per via del suo look e del suo aspetto giovanile, i suoi interlocutori faticano a credere che sia davvero un funzionario di polizia. Sensi è solito dormire fino alle undici del mattino e le sue giornate lavorative raramente durano più di tre ore. Nonostante il suo grado sembra non avere alcun istinto investigativo anche se a volte ha delle intuizioni geniali che gli permettono di risolvere le varie inchieste. Nonostante la sua indolenza e i suoi metodi poco professionali, è comunque tenuto in grande considerazione dal Questore, un po' per il suo stato di servizio eroico e un po' per i risultati ottenuti a La Spezia.
Nelle sue indagini è affiancato dal suo vice, l'Ispettore capo Massimiliano Tudini e dagli ispettori Mainardi e Rosanna Riù (la quale, estremamente ligia al regolamento, mal sopporta i metodi poco professionali del suo superiore che ha soprannominat "Batman").
La sua caratteristica più eclatante è, senza dubbio, il fatto di avere dentro di sé un demone dell'Inferno, evocato durante un rito avvenuto nel suo periodo da infiltrato, che gli conferisce svariate abilità occulte.

## Romanzi e racconti
I romanzi e racconti nei quali è apparso sono i seguenti:

### Romanzi
- L'ombra del commissario Sensi, 2011, Salani Editore.
- Satanisti perbene, un nuovo caso per il commissario Sensi, 2012, Salani Editore.
- L'architettura segreta del mondo, una nuova inchiesta del commissario Sensi, 2015, Salani Editore.
- I ricordi degli specchi, l'indagine più oscura del commissario Sensi, 2018, StreetLib
- Furiosi Sensi, la quinta indagine del commissario Sensi, 2024, StreetLib

### Antologie
- Perduti Sensi: Sette avventure per il commissario Sensi, 2017, Salani Editore.